# Sydney Sports Ground
Der Sydney Sports Ground war ein Stadion in Sydney, Australien. Das Stadion bestand aus zwei großen Tribünen und einem als Tribüne genutzten Hügel und hatte eine Kapazität von mehr als 35.000 Zuschauern. Es wurde im Jahr 1986 abgerissen, um für das an gleicher Stelle neu zu errichtende Sydney Football Stadium Platz zu schaffen, das 1988 eröffnet wurde.
Hauptsächlich wurde der Sports Ground als Austragungsort der Heimspiele des 1908 gegründeten Rugby-League-Teams Eastern Suburbs genutzt. Zudem fanden im Stadion Fußballspiele und zwischen 1930 und 1960 auch diverse Boxkämpfe statt. So kämpften hier unter anderem die australischen Boxer Jack Carroll, Ron Richards und Jimmy Carruthers. Einige Zeit wurde der Sports Ground auch für Speedway-Rennen genutzt, wobei zwischen 1937 und 1955 insgesamt 12 Fahrer bei Unfällen auf der Bahn starben.
Im Jahr 1938 wurden im Sydney Sports Ground die British Empire Games ausgetragen. 1981 diente das Stadion als Austragungsort mehrerer Spiele der Junioren-Fußballweltmeisterschaft.

## Weblink
- The Sydney Sports Ground Speedway